# Herzwerk
Herzwerk (Dansk: Hårdt-arbejde) er et album udgivet af den tyske industrielle metalgruppe Megaherz. Det var et selv-udgivet album og blev udgivet i 1995. Kun få spor blev senere genudgivet på Wer Bist Du?-albummet.

## Track
1. "Die Krone der Schöpfung – An ein Kind" (The Pride of Creation – To a Child) – 4:34
2. "Zeit" (Time) – 4:08
3. "Negativ" (Negative) – 3:38
4. "Teufel im Leib'" (Processed by the Devil) – 4:20
5. "Komm' her" (Come here) – 3:53
6. "Hänschenklein 1995" (Little Hans 1995) – 4:05
7. "Wir sterben jung" (We're dying young) – 5:14
8. "Sexodus" – 4:46 (bonus track)
9. "Spring' in die Schlucht" (Jump into the Ravine) – 4:37 (bonus track)
10. "Die Krone der Schöpfung – Das Ende" (The Pride of Creation – The End) – 2:21